# Allen Covert
Allen Covert est un acteur, producteur et scénariste américain né le 13 octobre 1964 dans le comté de Palm Beach, en Floride (États-Unis).

## Filmographie

### comme Acteur
- 1989 : Going Overboard : Bartender
- 1994 : Airheads : Cop
- 1995 : Heavy Weights : Kenny
- 1996 : Happy Gilmore : Otto
- 1996 : À l'épreuve des balles (Bulletproof) : Detective Jones
- 1998 : Wedding singer - Demain on se marie! (The Wedding Singer) : Sammy
- 1998 : Waterboy (The Waterboy) : Walter
- 1999 : Deuce Bigalow: Male Gigolo : Vic
- 1999 : Collège attitude (Never Been Kissed) : Roger
- 1999 : Big Daddy : Phil D'Amato
- 1999 : Late Last Night (en) (TV) : Coked Guy
- 2000 : Little Nicky : Todd
- 2002 : Les Aventures de Mister Deeds (Mr. Deeds) : Marty
- 2002 : Huit Nuits folles d'Adam Sandler : Old Lady, Bus Driver & Mayor's Wife (voix)
- 2003 : Self Control (Anger Management) : Andrew
- 2004 : Amour et amnésie (50 First Dates) : Ten Second Tom
- 2005 : Mi-temps au mitard (The Longest Yard) : Referee
- 2006 : Grandma's Boy : Alex
- 2007 : Quand Chuck rencontre Larry : Steve
- 2011 : Jack et Julie (Jack and Jill) : Joel Farley / Otto
- 2014 : Blended : Tom
- 2025 : Happy Gilmore 2 de Kyle Newacheck

### comme Producteur
- 1999 : Big Daddy
- 2000 : Little Nicky
- 2002 : Les Aventures de Mister Deeds (Mr. Deeds)
- 2002 : Huit Nuits folles d'Adam Sandler
- 2002 : A Day with the Meatball
- 2003 : Self Control (Anger Management)
- 2005 : Mi-temps au mitard (The Longest Yard)
- 2006 : Grandma's Boy
- 2019 : Murder Mystery
- 2023 : Gangsters par alliance (The Out-Laws)

### comme Scénariste
- 2002 : Huit Nuits folles d'Adam Sandler
- 2006 : Grandma's Boy